# Hominini
Hominini su tribus potporodice Homininae koji obuhvaća samo vrste čovjek (Homo), čimpanza (Pan) i njihove izumrle pretke. Članovi tog tribusa zovu se hominini (usp. Hominidae, "hominidi").
Stvaranje ovoga taksona posljedica je nove ideje po kojoj najmanje sličnu vrstu nekog trojstva valja odvojiti od ostale dvije. Uspoređujući DNK, znanstvenici misle da se odvajanje Pan/Homo moglo dogoditi prije oko 5 do 7 milijuna godina. Zanimljivo je primijetiti da nije pronađena niti jedna fosilna vrsta koja bi pripadala Panu; svi desno navedeni rodovi su preci roda Homo, ili su njegovi ogranci. Međutim, Orrorin i Sahelanthropus tchadensis postojali su približno u vrijeme odvajanja, pa bi mogli biti preci i ljudi i čimpanza.
Po prijedlogu Manna i Weissa (1996), u tribus Hominini spadaju Pan i Homo kao odvojeni podtribusi. Homo (i po istoj logici, svi dvonožni čovjekoliki majmuni) spadaju u podtribus Hominina, dok Pan spada u podtribus Panina.

## Vidjeti
- Evolucija čovjeka